# Партенофилия
Партенофили́я (др.-греч. παρθένος — девственница, φιλία — любовь) — половое влечение к девственницам. Термин введён немецким сексологом Магнусом Хиршфельдом.
Употребительность термина сравнительно невелика — по мнению автора книги Virgin: The Untouched History Ханны Бланк — «у нас так долго не было названия для этой особенности влечения, поскольку оно считалось в нашей культуре полностью нормальным, приемлемым и идеологически корректным». Некоторые специалисты переосмысляют термин как влечение к девушкам, находящимся в процессе полового созревания, — выделяя его, таким образом, из состава нимфофилии (так, например, в книге Франка ван Рее «Педофилия — противоречивый вопрос»). В популярной и бульварной литературе эти два понимания термина смешиваются, так что Збигнев Лев-Старович упоминает «партенофилию (сексуальное влечение к девственницам), являющуюся одним из типов педофилии».